# Bert Goebel
Bert Goebel (* 14. Juli 1963 in Mönchengladbach) ist ein ehemaliger deutscher Schwimmer.

## Werdegang
Die ersten sportlichen Schritte machte Bert Goebel beim SSV Rheydt. Mit 10 Jahren wurde er 1973 in Fulda zum ersten Mal Deutscher Jugendmeister über 200 m Brust. In den folgenden Jahren war er immer wieder im Jugendkader des Deutschen Schwimm-Verbandes. Mit dem Wechsel zum TSV Bayer Dormagen und dem Ableisten seines Wehrdienstes bei der Sportfördergruppe der Bundeswehr in Warendorf begann seine nationale und internationale Laufbahn.
Bert Goebel wurde 1986 in neuer deutschen Rekordzeit und 1987 Deutscher Meister über 100 m Brust.
1985, 1987 und 1989 nahm er an den Europameisterschaften im Schwimmen teil.
Bei den Weltmeisterschaften 1986 in Madrid gewann Bert Goebel zusammen mit Frank Hoffmeister, Michael Groß und André Schadt Silber mit der 4 × 100-m-Lagenstaffel.
Bert Goebel beendete seine aktive Laufbahn als Schwimmer in Berlin bei Wasserfreunde Spandau 04.
Bert Goebel lebt heute als freier Softwareentwickler in Berlin.